# Бржецлав (окръг)
Окръг Бржецлав (на чешки: Okres Břeclav) е един от 7-те окръга на Южноморавския край на Чехия. Площта му е 1038,25 km2, а населението му – 115 334 души (2016). Административен център е град Бржецлав. Населените места в окръга са 63, от тях – 9 града и 4 места без право на самоуправление. Код по LAU-1 – CZ0644.

## География
Това е най-южният и най-ниският като средна надморска височина окръг на Моравия. Граничи с южноморавските окръзи Бърно-район на северозапад, Вишков на север, Ходонин на североизсток и Зноймо на запад. На юг е държавната граница с Австрия, а на югоизток – със Словакия.

## Градове и население
Данни за 2009 г.:
| Град             | Население |
| ---------------- | --------- |
| Бржецлав         | 25 664    |
| Микулов          | 7523      |
| Хустопече        | 5918      |
| Велке Биловице   | 3890      |
| Ланжхот          | 3809      |
| Валтице          | 3667      |
| Велке Павловице  | 3061      |
| Подивин          | 2895      |
| Клобоуки у Бърна | 2322      |

Град Похоржелице до 2007 г. принадлежащ към окръг Бржецлав, днес е част от окръг Бърно-район.
| Общо            | Жени             | Мъже             |
| --------------- | ---------------- | ---------------- |
| 115 620 (100 %) | 58 902 (50,94 %) | 56 718 (49,06 %) |

Средната гъстота е 111 души на km², а 50,81% от населението живее в градовете.

## Образование
По данни от 2003 г.:
| Вид училище                         | Брой училища |
| ----------------------------------- | ------------ |
| Детски градини                      | 69           |
| Начални училища                     | 55           |
| Гимназии                            | 5            |
| Средни училища и промишлени училища | 8            |
| Средни професионални училища        | 7            |
| Висши професионални училища         |              |

## Здравеопазване
По данни от 2003 г.:
| Лекари                                      | 348 |
| Болници                                     | 3   |
| Специализирани заведения за лечение и отдих | -   |
| Зъболекари                                  | 52  |
| Аптеки                                      | 20  |

## Транспорт
През окръга преминава част от магистрала D2, както и първокласните пътища (пътища от клас I): I/40, I/52 и I/55. Пътища от клас II в окръга са II/380, II/381, II/414, II/418, II/420, II/421, II/422, II/423, II/424 и II/425.

## Галерия
- Замъкът в Бржецлав
- Църквата „Св. Вацлав“ в Бржецлав
- Бржецлавската синагога, понастоящем културен център
- Параклис „Св. Кирил и Методий“ в Бржецлав
- Църква в Пошторне (квартал на Бржецлав)
- Замъкът във Валтице
- Замъкът в Леднице
- Палава, изглед от северозапад